# АЭС Байрон
АЭС Байрон (англ. Byron Nuclear Generating Station) — действующая атомная электростанция в центральной части США.
АЭС названа по имени расположенного недалеко тауншипа Байрон в округе Огл штата Иллинойс и в 85 милях на запад от Чикаго.

## Информация об энергоблоках
| Энергоблок | Тип реакторов          | Мощность | Мощность | Начало строительства | Физпуск    | Подключение к сети | Ввод в эксплуатацию | Закрытие |
| Энергоблок | Тип реакторов          | Чистый   | Брутто   | Начало строительства | Физпуск    | Подключение к сети | Ввод в эксплуатацию | Закрытие |
| ---------- | ---------------------- | -------- | -------- | -------------------- | ---------- | ------------------ | ------------------- | -------- |
| Байрон-1   | PWR, W (4-loop) DRYAMB | 1167 МВт | 1242 МВт | 01.04.1975           | 02.02.1985 | 01.03.1985         | 16.09.1985          | —        |
| Байрон-2   | PWR, W (4-loop) DRYAMB | 1136 МВт | 1210 МВт | 01.04.1975           | 09.01.1987 | 06.02.1987         | 02.08.1987          | —        |